# (2520) Novorossijsk
(2520) Novorossijsk (1976 QF1) – planetoida z pasa głównego asteroid okrążająca Słońce w ciągu 5,47 lat w średniej odległości 3,1 j.a. Odkryta 26 sierpnia 1976 roku.